# Elaphocephala iocularis
Elaphocephala iocularis — вид грибів, що належить до монотипового роду  Elaphocephala.